# Михаил Суцу
Михаил I Суцу или Михаил Суцу Стари, като името му се среща и като Михай или Михал е на три пъти господар на Влашко и един път на Молдова. Баща му е велик логотет на Константин III Маврокордат, а майка му дъщеря на молдовския господар Антон Росети (1675-1678), т.е. е сродница и на Маноле Русет, като е кръвно свързана и с Маврокордато. Сключва брак със Севастия Калимахи, дъщеря на Йоан Теодор Калимахи, господар на Молдова (1758-1761). Синът му Григоре е баща на неговия внук, който носи неговото име и е господар на Молдова – Михаил II Суцу (1819-1821). Дъщеря му е женена за велик драгоман, а другия му син е велик драгоман в двора на османския султан.
Семейството Суцу е с произход от Епир и се заселва отвъд Дунава в началото на XVIII век. 
Михаил носи прякора си Дракул не по линия на родство с известната влашка управляваща династия Дракулещи, а защото сродник на баща му на име Диаманди Суцу бил смел като Дракон, откъдето и семейния прякор Драко/Драка. Баща му Константин Суцу е е обесен от османците през 1757 г. Преди да бъде влашки господар Михаил е две години велик драгоман на Високата порта (1782-1783). През тези години е за кратко заточен на Тенедос. Поема влашкото господарство при управлението на султан Абдул Хамид I в труден момент от Николай Караджа и го сдава на Николай Маврогени, чието управление на Влашко е преломно. След екзекуцията на Николай Маврогени в Бяла на 30 септември 1791 г. се завръща при султан Селим III начело на Влашко в хода на преговорите по сключването на Яшкия мирен договор. На 10 януари 1793 г., в хода на френската революция, сменя влашкото с молдовското господарство и при неговото управление на Молдова Руската империя започва изграждането в съседен Едисан на нов град на Черно море по пътя към Константинопол – Одеса.
Управлението от Михаил Суцу на дунавските княжества е във възможно най-сложния геополитически момент. Още предходно през 1775 година, Свещената Римска империя е анексирала Буковина с цел осигуряване на надеждна връзка между провинциите Трансилвания и Галиция. В ход са поделби на Жечпосполита. С цел заздравяване на властта си над дунавските княжества през 1784 г. султан Абдул Хамид I издава нарочен хатишериф по силата на който на господарите на дунавските княжества се гарантира неприкосновеност, т.е. няма да бъдат сменяни освен при явно неподчинение на суверена. Управлението на Михаил Суцу е сравнително стабилно най-вече благодарение на доброжелателното отношение към него от страна на Руската империя. Той полага много грижи за социални дейности – съдейства за изграждането на редица училища и болници.
В началото на XIX век е отново призван за кратко на служба като влашки господар. Причина за това е, че предшественика му Александър Мурузи на практика абдикира, след като не успява да се справи с набезите на еничарите на Осман Пазвантоглу във Влашко. През април 1801 г. армията на Пазвантоглу командвана от Манаф Ибрахим в състав 1000 конници побеждава княжеската влашка войска с численост 8000 души и превзема Ръмнику Вълча, насочвайки се към Букурещ. С цел овладяване на ситуацията османската централна власт отново издига Михаил Суцу за влашки господар. Независимо от това напролет столичното население изпада в паника и на 15 май 1802 г. масово напуска града насочвайки се към Брашов. На 18 май 1802 г. Михаил Суцу обещава откуп на кърджалиите на Манаф Ибрахим в замяна неразграбването на Букурещ. В резултат от неразбирателство болярите помислили, че Михаил Суцу е убит и побягнали към Молдова. Сава Бимбаши, командир на букурещкия гарнизон, е следвал господаря си и влашката престолнина оставайки без гарнизон е разграбена от кърджалиите, включително княжеската резиденция Куртя Нова. Недоволни от случилото се османските власти отзовават в Константинопол Михаил Суцу.